# Salts als Jocs Olímpics d'estiu de 1908 - Trampolí de 3 metres masculí
La prova del Trampolí de 3 metres masculí va ser una de les dues proves de salts que es disputà dins el programa dels Jocs Olímpics de Londres del 1908. L'altra fou la prova del salt de palanca de 10 metres.
La competició es disputà en dos trampolins, un de tres metres i un altre d'un metre. Els saltadors havien de realitzar un salt amb carrera simple i un mortal corrent cap endavant des del trampolí d'un metre, i un salt i mig mortal i un salt d'esquena des del trampolí de tres metres, així com tres salts a escollir per cada saltador des del trampolí de 3 metres. La competició es va celebrar el dimarts 14 juliol i dissabte 18 de juliol de 1908. Hi van prendre part 33 saltadors en representació de vuit països.

## Resultats

### Primera ronda
Els dos saltadors amb una puntuació més alta de cada grup de la primera ronda passa a semifinals. En el tercer grup es produeix un empat en la segona posició. Ambdós saltadors passen a semifinals per completar 11 participants.
Grup 1
| Posició | Saltador                | Puntuació |
| ------- | ----------------------- | --------- |
| 1       | George Gaidzik (USA)    | 82.8      |
| 2       | Heinz Freyschmidt (GER) | 78.1      |
| 3       | Robert Zimmerman (CAN)  | 74.0      |
| 4       | Harry Crank (GBR)       | 70.3      |
| 5       | Anthony Beckett (GBR)   | 67.5      |

Grup 2
| Posició | Saltador             | Puntuació |
| ------- | -------------------- | --------- |
| 1       | Albert Zürner (GER)  | 83.6      |
| 2       | Harold Clarke (GBR)  | 78.6      |
| 3       | Anthony Taylor (GBR) | 58.8      |

Grup 3
| Posició | Saltador              | Puntuació |
| ------- | --------------------- | --------- |
| 1       | Kurt Behrens (GER)    | 83.6      |
| 2       | Frank Errington (GBR) | 70.83     |
| 2       | Oskar Wetzell (FIN)   | 70.83     |
| 4       | Karl Malmström (SWE)  | 70.3      |
| 5       | William Hoare (GBR)   | 67.8      |

Grup 4
| Posició | Saltador              | Puntuació |
| ------- | --------------------- | --------- |
| 1       | Herbert Pott (GBR)    | 82.5      |
| 2       | Fritz Nicolai (GER)   | 67.1      |
| 3       | William Bull (GBR)    | 66.0      |
| 4       | Carlo Bonfanti (ITA)  | 65.8      |
| 5       | Sigfrid Larsson (SWE) | 64.5      |
| 6       | Reginald Baker (ANZ)  | 61.3      |

Grup 5
| Posició | Saltador           | Puntuació |
| ------- | ------------------ | --------- |
| 1       | Gottlob Walz (GER) | 81.3      |
| 2       | Harold Grote (USA) | 79.5      |
| 3       | Harold Smyrk (GBR) | 78.3      |
| 4       | Thomas Cross (GBR) | 64.5      |

### Semifinals
Els dos saltadors de cada semifinal amb millor puntuació passen a la final.
Semifinal 1
| Posició | Saltador                | Puntuació |
| ------- | ----------------------- | --------- |
| 1       | Kurt Behrens (GER)      | 83.0      |
| 2       | Gottlob Walz (GER)      | 80.3      |
| 3       | Herbert Pott (GBR)      | 79.6      |
| 4       | Heinz Freyschmidt (GER) | 79.3      |
| 5       | Frank Errington (GBR)   | 72.6      |
| 6       | Oskar Wetzell (FIN)     | 70.1      |

Semifinal 2
| Posició | Saltador             | Puntuació |
| ------- | -------------------- | --------- |
| 1       | George Gaidzik (USA) | 85.6      |
| 2       | Albert Zürner (GER)  | 82.8      |
| 3       | Fritz Nicolai (GER)  | 81.8      |
| 4       | Harold Clarke (GBR)  | 81.1      |
| 5       | Harold Grote (USA)   | 74.5      |

### Final
L'empat en la tercera posició fa que ambdós saltadors rebin la medalla de bronze.
| Posició | Saltador             | Puntuació |
| ------- | -------------------- | --------- |
| 1       | Albert Zürner (GER)  | 85.5      |
| 2       | Kurt Behrens (GER)   | 85.3      |
| 3       | George Gaidzik (USA) | 80.8      |
| 3       | Gottlob Walz (GER)   | 80.8      |